# Shéu Han
Shéu Han (ur. 3 sierpnia 1953 w Inhassoro) – portugalski piłkarz występujący na pozycji pomocnika. Trener piłkarski.

## Kariera klubowa
Shéu urodził się w Mozambiku w rodzinie pochodzenia chińskiego. W 1970 roku dołączył do juniorskiej ekipy portugalskiej Benfiki. W sezonie 1972/1973 został włączony do jej pierwszej drużyny. W pierwszej lidze portugalskiej zadebiutował 15 października 1972 w wygranym 3:0 meczu z FC Barreirense. 21 września 1975 w wygranym 9:1 pojedynku z Leixões SC strzelił pierwszego gola w lidze portugalskiej. W Benfice Shéu grał do końca kariery w 1989 roku. Przez ten czas wraz z zespołem 9 razy zdobył mistrzostwo Portugalii (1973, 1975, 1976, 1977, 1981, 1983, 1984, 1987, 1989), 6 razy Puchar Portugalii (1980, 1981, 1983, 1985, 1986, 1987), a także 2 razy Superpuchar Portugalii (1980, 1985). W lidze portugalskiej rozegrał 349 spotkań i zdobył 33 bramki.

## Kariera reprezentacyjna
W reprezentacji Portugalii Shéu zadebiutował 7 kwietnia 1976 w przegranym 1:3 towarzyskim meczu z Włochami. 23 września 1981 w wygranym 2:0 towarzyskim pojedynku z Polską strzelił swojego jedynego gola w kadrze. W latach 1976–1986 w drużynie narodowej rozegrał 24 spotkania.

## Kariera trenerska
W maju 1999 Shéu został tymczasowym trenerem Benfiki w miejsce Graeme'a Sounessa. Prowadził ją do końca sezonu 1998/1999. Pod jego wodzą Benfica rozegrała 4 spotkania. Shéu został zastąpiony przez Juppa Heynckesa.